# Ducato romano
Il Ducato romano fu una ripartizione dell'Esarcato d'Italia (fine VI secolo - 781 d. C.), ovvero dei possedimenti bizantini nella penisola. Comprendeva gran parte del Lazio, dell'Etruria meridionale e un'area ridotta dell'Umbria (Amelia e zone limitrofe). Si estendeva all'incirca (a nord) da Narni e Viterbo  fino a Gaeta ed Atina a sud.
I ducati furono la prosecuzione delle Eparchie (province in greco) nella nuova organizzazione civile e militare creata dai Bizantini dopo l'invasione dei Longobardi in Italia, iniziata nel 568.

## Storia

### Dalle origini al VII secolo

Mappa dell'Impero bizantino del 717. Il Ducato romano corrisponde al punto (3).

Secondo la ripartizione amministrativa voluta dall'imperatore bizantino Maurizio (582-602), le Eparchie furono sostituite dall'Esarcato d'Italia, con capitale Ravenna. L'esarca portava il titolo di patricius Romanorum (protettore e difensore dei cittadini romani); tra le sue prerogative vi era anche la custodia della "Sede di Pietro" (ovvero della Chiesa di Roma). L'Esarcato d'Italia era formato da sette ducati, ciascuno comandato da un dux o magister militum: un militare di nomina imperiale (quindi greco) posto alle dipendenze dell'esarca.
Al vertice del Ducato romano era il dux Romae. L'invio di un Duca a Roma era stato richiesto dal Papa all'Imperatore con lettera del 4 ottobre 584, inviata all'apocrisario Gregorio allora a Costantinopoli alla corte dell'Imperatore. Il primo Duca venne nominato certamente insieme al nuovo Esarca Smaragdus, inviato a Ravenna nel 585 d. C.. 
Il Duca di Roma rivestiva le funzioni di capitano delle forze militari di stanza nel territorio. Aveva, con ogni probabilità, un incarico di durata triennale e rispondeva direttamente all'esarca di Ravenna. Le più antiche testimonianze storiche dell'esistenza del dux Romae sono una lettera di papa Gregorio Magno (592) e, successivamente, una lapide rinvenuta presso Terracina in cui è scolpito il nome di un certo Georgius dux Romae.
Il Senato romano, pur formalmente in carica, era ormai una pallida imitazione di quello delle epoche passate. L'assemblea non era quasi mai al completo, in quanto le guerre gotiche avevano decimato i suoi membri. In una situazione caratterizzata da incertezza ed instabilità, la figura del pontefice divenne sempre più un riferimento stabile.
Per l'imperatore, il papa era un funzionario (la sua elezione doveva essere approvata da Costantinopoli per essere valida). Ma per il popolo, fin dall'epoca di Gregorio Magno (590-604), e forse ancor prima, era divenuto la massima autorità civile dell'Urbe e del Ducato. Gregorio si era dedicato alla difesa di Roma promuovendo la creazione di una milizia locale (exercitus), costituita inizialmente dalle scholae (che radunavano i residenti di varie nazionalità), dalle corporazioni di mestiere e dalle associazioni rionali.
Papa Sabiniano nel 604-606 aveva supplito alla carenza di rifornimenti di grano vendendo le riserve della Chiesa, esercitando di fatto le funzioni di praefectus urbi; papa Onorio I (625-638) prese in carico la manutenzione della cinta muraria e dell'acquedotto della città.
Grazie alle pressioni dei pontefici, nel VII secolo il titolo di dux Romae cessò di essere trasmesso all'interno di una stessa famiglia, com'era costume negli altri ducati (Ducato di Gaeta, Ducato di Napoli). Anzi accadde spesso che nel Lazio fosse lo stesso esercito bizantino, in caso di carica vacante, ad eleggere autonomamente il dux.
L'approvvigionamento di generi alimentari per la città dipendeva in larga parte dalle tenute di proprietà papale. Il patrimonio terriero del vescovo di Roma era stato accumulato fin dal IV secolo per effetto delle donazioni dei fedeli. Era denominato patrimonium Sancti Petri perché i lasciti erano indirizzati ai santi Pietro e Paolo. Il patrimonium Sancti Petri era distinto dal patrimonium publicum gestito dai vertici militari (duces e magister militum) dell'impero bizantino e dai latifondi delle arcidiocesi di Ravenna e di Milano.
I rapporti tra pontefice e dux Romae furono più antagonistici che collaborativi. I vari duchi, in qualità di massimi responsabili militari del territorio, restarono sempre fedeli all'imperatore, quindi schierati con il basileus nei frequenti contenziosi religiosi che sorsero fra il Papa e Costantinopoli. Nel 640 il dux nonché carthularius Maurizio, con l'esarca Isacio, condusse l'assalto al Palazzo del Laterano, costringendo papa Severino alla fuga. Troviamo alcuni duces anche tra i presunti congiurati contro papa Gregorio II.
Anche la sempre minacciosa presenza dei Longobardi fu spesso un fattore d'instabilità. Nel 702 il duca di Benevento Gisulfo I sottrasse al Ducato romano la valle del Liri.

### VIII secolo

#### La caduta dell'Esarcato

I possedimenti bizantini in Italia al tempo di Liutprando.

A partire dall'VIII secolo si assisté ad un progressivo disimpegno dell'imperatore bizantino nei confronti di Roma. Il Ducato romano, senza la presenza militare assicurata da Costantinopoli, rimase esposto e indifeso di fronte alla minaccia longobarda. Nel 726 i Longobardi di Liutprando (712-744) mossero guerra contro l'Esarcato d'Italia, occupando Bologna e l'intera Pentapoli. Ai Bizantini restarono solo la città di Ravenna, il porto di Classe e la pianura circostante. Nel Lazio, Liutprando si spinse fino alle porte di Roma.
Nel 728 i Longobardi conquistarono la fortezza di Narni, posta a presidio della via Amerina, che conduceva a Todi e Perugia. A presidiare la via Amerina rimasero le fortezze di Amelia ed Orte. Più a sud, difendevano la via Cassia, nel tratto lungo la valle del Tevere, i castra di Sutri, Bomarzo e Blera.
Papa Gregorio II (715-731) si rivolse direttamente al re Liutprando, chiedendogli di rinunciare ai territori già conquistati e di restituirli all'esarca bizantino in quanto legittimo possessore. Liutprando, invece, donò il castrum di Sutri al pontefice, nell'atto conosciuto in storiografia come Donazione di Sutri.
Nel 742 Liutprando sottomise i ducati di Spoleto e di Benevento e li annesse ai propri domini. La notizia creò allarme a Roma. Avendo capito che il re longobardo si stava preparando a un nuovo attacco ai domini bizantini d'Italia, papa Zaccaria (741-752) non esitò a trattare direttamente con il monarca. Nella primavera del 743 i due si incontrarono a Terni. Il pontefice ottenne dal re longobardo, la restituzione per donationis titulo di quattro città da lui occupate (tra cui Vetralla, Palestrina, Ninfa e Norma) e di una parte dei patrimoni della Chiesa nella valle del Tevere, ad essa sottratti oltre trent'anni prima dai duchi di Spoleto.
Per la seconda volta il papa rivestì il ruolo di rappresentante supremo degli ex-territori bizantini nel Lazio.
(Pauli Continuationes, III , 9-18,)
Successivamente papa Zaccaria organizzò il territorio intorno alla città, fondando le prime domus cultae, vere e proprie aziende agricole facenti capo alla Diocesi, che assicurarono l'approvvigionamento della città.
Probabilmente al papato di Zaccaria (o di Gregorio III) risale il documento noto come donazione di Costantino. Il potere del pontefice, dopo i problemi politici avuti con Leone III l'Isaurico, non era più sostenuto dall'impero e né poteva considerarsi il papa un feudatario longobardo, vista la superiorità politica e morale con cui era considerata la sede romana agli occhi degli italici e dei cristiani rispetto al potere longobardo. L'incertezza politica in cui versava il ducato romano in quegli anni portò alla produzione di una legittimazione storica dell'indipendenza pontificia, la donazione di Costantino, secondo cui dal primo imperatore cristiano veniva il diritto del Papa a governare il territorio e il senato romano, nonché il primato sugli altri patriarchi della cristianità (in quegli anni Leone aveva spostato sotto il patriarcato di Costantinopoli le diocesi di Puglia, Calabria e Sicilia). In realtà il documento può essere definito come una vera e propria costituzione per cui uno Stato si dichiara autonomo semplicemente aderendo ad un sistema giuridico e legislativo (a quell'epoca ancora non distinto da quello religioso).

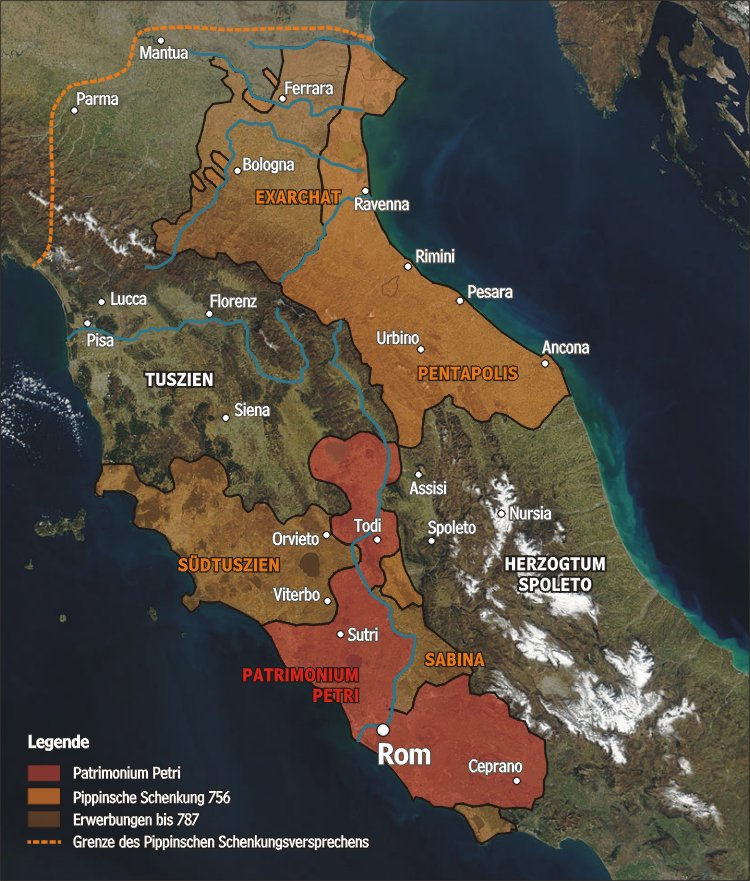
Il patrimonium Sancti Petri dopo la donazione di Pipino (Populonia, Ronciglione e Viterbo).

#### La donazione del Ducato al Patrimonio di San Pietro
Con l'ascesa di Astolfo alla corona di Re d'Italia e dei Longobardi i germani ripresero una politica espansionistica ai danni dei "romani" (intesi come la somma di latini e bizantini). Nel 751 Astolfo conquistò l'Istria e Ravenna insediandosi nel palazzo dell'esarca e acquisendo i titoli palatini connessi. Le minacce di re Astolfo raggiunsero anche Roma: egli pretese infatti dal papa Stefano II il pagamento dei tributi per le donazioni ricevute dai suoi predecessori; nel 753 arrivò a conquistare Ceccano. Stefano II chiese allora l'intervento dei Franchi di Pipino il Breve. Benché Astolfo ebbe assediato più volte Roma, fu sconfitto dalla calata del sovrano d'oltralpe, che lo costrinse a pagare un tributo al regno dei Franchi e a cedere l'Esarcato d'Italia, la Pentapoli e il corridoio bizantino con Perugia.
Il successore di Pipino, Carlo Magno, trattò con la Sede Apostolica la restituzione del Lazio. Esso venne formalmente consegnato nel 774, alla presenza di papa Adriano I (Promissio Carisiaca).
Nel 781 Adriano I ottenne anche la consegna dei territori della Valle del Tevere a nord di Roma. Nello stesso anno venne a cessare l'ultima istituzione bizantina ancora presente a Roma: quella del dux. In seguito il pontefice ottenne una serie di città confinanti con il Lazio: Soana e Populonia a nord e, a sud, Sora, Arpino, Arce e Aquino. L'insieme dei territori ottenuti da Adriano I parve ricalcare il distretto giudiziario del Praefectus Urbis, che si estendeva sul Lazio per cento miglia romane sia nord che a sud dell'Urbe, cioè da Talamone, presso il Monte Argentario, fino a Minturno, sul fiume Liri.

## Suddivisione ecclesiastica
Il Ducato romano, nell'anno 754, era così suddiviso:
- Diocesi di Roma con le suffraganee:
  - Sede suburbicaria di Ostia
  - Sede suburbicaria di Santa Rufina
  - Sede suburbicaria di Velletri-Norma-Tre Taverne
  - Diocesi di Albano
  - Diocesi di Cerveteri
  - Diocesi di Gabi
  - Diocesi di Nomento
  - Diocesi di Palestrina
  - Diocesi di Porto
  - Diocesi di Sabina
  - Diocesi di Segni
  - Diocesi di Vescovio

- Diocesi immediatamente soggette alla Santa Sede:
  - Abbazia territoriale di Montecassino
  - Diocesi di Alatri
  - Diocesi di Anagni
  - Diocesi di Aquino
  - Diocesi di Bagnoregio
  - Diocesi di Blera
  - Diocesi di Bomarzo
  - Diocesi di Civitavecchia
  - Diocesi di Ferentino
  - Diocesi di Fondi
  - Diocesi di Formia
  - Diocesi di Labico
  - Diocesi di Minturno
  - Diocesi di Monterano

- - Diocesi di Nepi e Civita Castellana
  - Diocesi di Orte
  - Diocesi di Rieti
  - Diocesi di Sora
  - Diocesi di Sutri
  - Diocesi di Terracina
  - Diocesi di Tivoli
  - Diocesi di Tuscania
  - Diocesi di Trevi nel Lazio
  - Diocesi di Veroli

## Ducati confinanti
- Perugia
- Ducato di Tuscia
- Ducato di Spoleto
- Ducato di Benevento
- Ducato di Gaeta